# 伏見町
伏見町為台灣日治時期臺南州臺南市地名。
此地名出現於昭和12年（1937年），為臺南市都市擴張發展後，地方政府預定設立的新町名之一，其他新設的町尚有水道町、白川町、若竹町、乃木町、青葉町、昭和町、汐見町等。其得名源自伏見宮貞愛親王在1895年經過此處入臺南城的典故。
其所在區域位於市區北緣的大字鄭子寮與三分子，約今北門路二段、西門路之間的公園北路以北區域，然而由於日本戰敗，此一行政區劃始終未正式實施，僅作為一般稱呼。

## 町內設施
- 臺南第一中學校（今國立臺南第二高級中學）
- 臺南練兵場（現 南二中北側）
- 陸軍墓地

## 相關
1. ↑  《台南市の新町の名が決定した～市の懇談會で》，昭和12年8月10日
2. ↑  《臺南市讀本》，加藤光貴，昭和14年11月29日發行
3. ↑  「臺南市街略圖」，《臺灣鐵道旅行案內》，1940年，臺灣總督府交通局鐵道部
4. ↑  《臺灣市街町名改正之探討─以臺灣總督府檔案相關資料為範圍》，劉澤民，《臺灣地名研究成果學術研討會》頁123至236，2008年，國史館臺灣文獻館

- 町名改正